# Sassari-Cagliari 1971
La Sassari-Cagliari 1971, ventunesima edizione della corsa, si svolse il 5 marzo 1971 su un percorso di 125 km. Il percorso inizialmente prevedeva 225 km ma a causa di neve e maltempo l'organizzazione fu costretta il giorno stesso a ridurre la corsa di 100 chilometri e dare il via soltanto da Abbasanta.
La vittoria fu appannaggio del belga Albert Van Vlierberghe, che completò il percorso in 2h37'16", precedendo i connazionali Guido Reybrouck e Patrick Sercu.
Sul traguardo di Cagliari 60 ciclisti portarono a termine la competizione. 

## Ordine d'arrivo (Top 10)
| Pos. | Corridore              | Squadra   | Tempo    |
| ---- | ---------------------- | --------- | -------- |
| 1    | Albert Van Vlierberghe | Ferretti  | 2h37'16" |
| 2    | Guido Reybrouck        | Salvarani | a 11"    |
| 3    | Patrick Sercu          | Dreher    | s.t.     |
| 4    | Franco Bitossi         | Filotex   | s.t.     |
| 5    | Gianni Motta           | Salvarani | s.t.     |
| 6    | Romano Tumellero       | Molteni   | s.t.     |
| 7    | Marino Basso           | Molteni   | s.t.     |
| 8    | Giuseppe Beghetto      | Zonca     | s.t.     |
| 9    | Ernesto Jotti          | Zonca     | s.t.     |
| 10   | Giancarlo Polidori     | Scic      | s.t.     |